# Hanna Holborn Gray
Pour les articles homonymes, voir Gray.
Hanna Holborn Gray (née le 25 octobre 1930) est une historienne américaine de la pensée politique de la Renaissance et de la Réforme et professeure émérite d'histoire à l'Université de Chicago. Elle est présidente de l'Université de Chicago de 1978 à 1993, après avoir été présidente par intérim de l'Université Yale en 1977-1978. Dans les deux écoles, elle est la première femme à occuper le poste de direction le plus élevé. Lorsqu'elle est nommée à ce poste à Chicago, elle devient l'une des premières femmes aux États-Unis à occuper la présidence complète d'une grande université.

## Biographie
Holborn est née à Heidelberg, en Allemagne, fille de Hajo Holborn, professeur d'histoire européenne à Yale qui fuit l'Allemagne nazie en Amérique, et d'Annemarie Bettmann, philologue. Son frère aîné, Frederick, est assistant à la Maison Blanche et professeur de politique étrangère à la Johns Hopkins School of Advanced International Studies. Elle fréquente la Foote School à New Haven, Connecticut (diplômée en 1943), la Sidwell Friends School à Washington DC, puis le Collège Bryn Mawr dans la banlieue de Philadelphie, où elle obtient son diplôme en 1950. Holborn se rend à Oxford en tant que boursier Fulbright. Elle obtient un doctorat de Harvard en 1957, et y enseigne, devenant professeur assistant en 1959.
À Harvard, ses expériences sont circonscrites par son "statut d'outsider" en tant que femme. Bien que techniquement mixtes dans certains programmes d'études supérieures dans les années 1950, les femmes sont pour la plupart reléguées au Radcliffe College, "séparé, mais pas égal". Lorsque Gray devient la première et la seule femme tutrice en histoire et en littérature, elle est autorisée à contrecœur dans le restaurant des tuteurs, mais n'est pas bien accueillie par les autres tuteurs. De même, lorsqu'elle devient enseignante, en tant que femme, elle est interdite dans le hall principal de la faculté et doit entrer par la porte latérale, bien qu'elle ait décidé d'entrer de toute façon par la porte d'entrée. (Elle s'est inspirée de la professeure pionnière de Harvard, Helen Maud Cam, qui plus tôt dans la décennie est devenue la première femme à assister aux services du matin de la faculté au cours des plus de 300 ans de l'institution simplement en se présentant tous les jours et en s'asseyant).
Elle déménage à Chicago lorsque son mari est nommé à un poste à l'Université de Chicago. Elle passe sa première année en tant que chargée de recherche à la Newberry Library, puis commence à enseigner l'histoire à Chicago et obtient sa titularisation en 1964. De 1966 à 1970, elle est co-rédactrice en chef du Journal of Modern History avec son mari.
Gray est nommée doyenne du Collège des arts et des sciences de l'Université Northwestern en 1972 et professeur d'histoire et prévôt à l'Université Yale en 1974. Elle est présidente par intérim de Yale pendant quatorze mois après que le président Kingman Brewster ait accepté de manière inattendue une nomination en tant qu'Ambassadeur des États-Unis au Royaume-Uni. Gray retourne ensuite à l'Université de Chicago, en tant que présidente de 1978 à 1993, la première femme présidente de plein exercice d'une grande université aux États-Unis. En 1991, elle reçoit la Médaille présidentielle de la Liberté. Elle prend sa retraite en juin 1993, mais demeure professeure émérite.
Gray est également administratrice, membre du conseil d'administration de la Harvard Corporation, de la Yale Corporation, de la Smithsonian Institution, de JPMorgan Chase, de la Andrew W. Mellon Foundation, de la Marlboro School of Music, du Council on Foreign Relations, de la Concord Coalition, la Mayo Clinic, la Brookings Institution et le Collège Bryn Mawr. Gray reçoit des diplômes honorifiques de plus de soixante institutions, dont l'Université de Chicago, le College of William and Mary, Harvard, Oxford, Yale, Brown, Columbia, Princeton et Duke. Elle est présidente du conseil d'administration de la deuxième plus grande fondation d'Amérique, le Howard Hughes Medical Institute, jusqu'en 2010.
Le portrait d'Hanna Gray accroché à l'Université de Chicago a été "volé" (et restitué) à plus d'une occasion en tant que blague étudiante. Gray publie un mémoire, An Academic Life, en 2018.

## Publications
- Hanna Holborn Gray, « Quelques réflexions sur la deuxième génération ». La deuxième génération. Les émigrés de l'Allemagne nazie comme historiens, éd. Andreas Daum, Harmut Lehmann et James J. Sheehan. New York : Livres Berghahn, 2016, (ISBN 978-1-78238-985-9), 102–113.

- Hanna Holborn Gray, An academic life : a memoir, Princeton University Press, 2018 (ISBN 978-1-4008-8934-1, OCLC 1026492115, lire en ligne)